# Mahavatar
Trwa reanimacja tego artykułu/biogramu. Pomóż go nam poprawić.
Mahavatar – amerykańska grupa metalowa.

## Historia
Grupa powstała latem roku 1999 w Nowym Jorku z inicjatywy izraelskiej wokalistki Lizzy Hayson oraz pochodzącej z Jamajki gitarzystki Karli Williams. 
Obie nagrały razem 3 demo, jednak następnie aż do 2004 nie tworzyły wspólnie. Dopiero w 2004 Lizzy i Karla wraz z muzykami sesyjnymi nagrały swój pierwszy album, który ukazał się w 2005 pod tytułem "Go with the NO!" w wydawnictwie Cruz Del Sur Music. Ten album współtworzyli m.in.: Szymon Maria Rapacz (bas), Shahar Mintz (gitara/wokal) i Glenn Grossman (perkusja).
Wkrótce potem w 2006, Lizzy i Karla wydały drugi album, zatytułowany: "From The Sun, The Rain, The Wind, The Soil", w wydawnictwie Escapi Music.

## Skład zespołu
- Lizzy Hayson – wokal
- Karla Williams – gitara
- Shahar Mintz – wokal, gitara
- Szymon Rapacz – bas
- Glenn Grossman – perkusja

## Dyskografia
- From The Sun, The Rain, The Wind, The Soil (15 sierpnia 2006)
- Go with the NO! (2005)

## Teledyski
- Cult (2006)